# Liste der preußischen Gesandten in Schweden
Diese Liste enthält die preußischen Gesandten im Königreich Schweden. 
Die Königlich-Preußische Gesandtschaft befand sich damals auf Blasieholmen in der Stockholmer Innenstadt und wurde 1871 zur Deutschen Botschaft. 

## Gesandte
1648: Aufnahme diplomatischer Beziehungen
- vor 1670: Lorenz Georg von Krockow (1638–1702)
- 1670–1682: Christoph von Brandt (1630–1691)

...
- 1729–1730  Heinrich Graf von Podewils (1696–1760)
- 1740–1742: Karl Wilhelm Finck von Finckenstein (1714–1800)
- 1744–1747: Karl Wilhelm Finck von Finckenstein
- 1747–1753: Jakob Friedrich von Rohd (1703–1784)
- 1753–1755: Helmuth Burchard von Maltzahn (1729–1797)
- 1755–1757: Victor Friedrich von Solms-Sonnenwalde (1730–1783)
- 1764–1770: Johann Heinrich Friedrich von Cocceji (1725–nach 1785)
- 1771–1775: Christian von Dönhoff (1742–1803)
- 1788–1791: Adrian Heinrich von Borcke
- 1791–1795: Karl Christian von Brockhausen (1767–1829)
- 1797–1801: August Friedrich Ferdinand von der Goltz (1765–1832)

...

Dr. phil. Emil von Richthofen

- 1815–1834: Friedrich Franz von Tarrach (1766–1834)
- 1835–1843: Adolf von Brockhausen (1801–1858)
- 1843–1844: Ferdinand von Galen (1803–1881)
- 1845–1854: Joseph Maria Anton Brassier de Saint-Simon-Vallade (1798–1872)
- 1854–1857: Otto Franz von Westphalen (1807–1856)
- 1857–1860: Karl Emil Gustav von Le Coq (1799–1880)
- 1860–1862: Alphonse von Oriola (1812–1863)
- 1862–1867: Adalbert von Rosenberg (1819–1880)
- 1867–1874: Emil von Richthofen (1810–1895)

ab 1867: Gesandter des Norddeutschen Bunds, ab 1871: Gesandter des Deutschen Reichs